# Pradelle
Pour les articles homonymes, voir Pradelle (homonymie).
Pour l’article ayant un titre homophone, voir Pradel.
Pradelle est une commune française située dans le département de la Drôme, en région Auvergne-Rhône-Alpes.

## Géographie

### Localisation
Pradelle est situé à 25 km au nord de la Motte-Chalancon (chef-lieu du canton), à 26 km à l'ouest de Luc-en-Diois, à 20 km au sud de Saillans, à 32 km au sud de Die et à 36 km au sud-est de Crest.

### Hydrographie
La commune est arrosée par la Roanne, ainsi que par la Courance. Leur confluence se situe au nord-est du village.

### Climat
Pour des articles plus généraux, voir Climat d'Auvergne-Rhône-Alpes et Climat de la Drôme.
En 2010, le climat de la commune est de type climat méditerranéen altéré, selon une étude du Centre national de la recherche scientifique s'appuyant sur une série de données couvrant la période 1971-2000. En 2020, Météo-France publie une typologie des climats de la France métropolitaine dans laquelle la commune est exposée à un climat de montagne ou de marges de montagne et est dans la région climatique  Alpes du sud, caractérisée par une pluviométrie annuelle de 850 à 1 000 mm, minimale en été. 
Pour la période 1971-2000, la température annuelle moyenne est de 11,7 °C, avec une amplitude thermique annuelle de 17,1 °C. Le cumul annuel moyen de précipitations est de 995 mm, avec 7,8 jours de précipitations en janvier et 4,6 jours en juillet. Pour la période 1991-2020, la température moyenne annuelle observée sur la station météorologique de Météo-France la plus proche, « Saint-Nazaire-le-Désert », sur la commune de Saint-Nazaire-le-Désert à 4 km à vol d'oiseau, est de 10,5 °C et le cumul annuel moyen de précipitations est de 1 011,8 mm,. Pour l'avenir, les paramètres climatiques de la commune estimés pour 2050 selon différents scénarios d'émission de gaz à effet de serre sont consultables sur un site dédié publié par Météo-France en novembre 2022.

### Voies de communication et transports
Le territoire communal est traversé par la route départementale 135 (RD135).

## Urbanisme

### Typologie
Au 1er janvier 2024, Pradelle est catégorisée commune rurale à habitat très dispersé, selon la nouvelle grille communale de densité à 7 niveaux définie par l'Insee en 2022.
Elle est située hors unité urbaine et hors attraction des villes,.

### Occupation des sols
L'occupation des sols de la commune, telle qu'elle ressort de la base de données européenne d’occupation biophysique des sols Corine Land Cover (CLC), est marquée par l'importance des forêts et milieux semi-naturels (94,4 % en 2018), en diminution par rapport à 1990 (97,7 %). La répartition détaillée en 2018 est la suivante : 
forêts (58,9 %), milieux à végétation arbustive et/ou herbacée (21,7 %), espaces ouverts, sans ou avec peu de végétation (13,8 %), zones agricoles hétérogènes (5,6 %). L'évolution de l’occupation des sols de la commune et de ses infrastructures peut être observée sur les différentes représentations cartographiques du territoire : la carte de Cassini (XVIIIe siècle), la carte d'état-major (1820-1866) et les cartes ou photos aériennes de l'IGN pour la période actuelle (1950 à aujourd'hui).

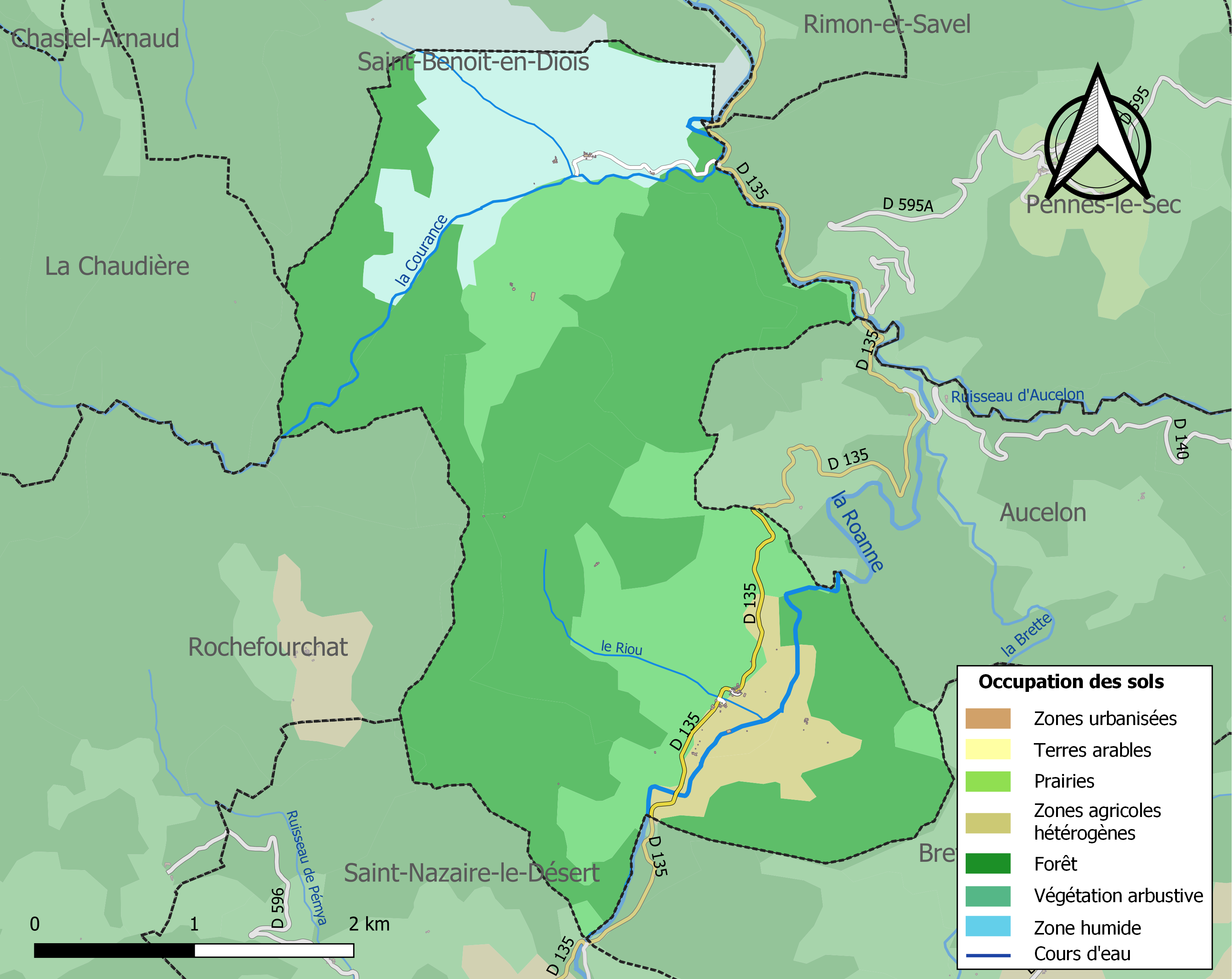
Carte des infrastructures et de l'occupation des sols de la commune en 2018 (CLC).

## Toponymie

### Attestations
Dictionnaire topographique du département de la Drôme :
- 1519 : Comba de Pradellis (archives de la Drôme, E 1249).
- 1891 : Pradelles, commune du canton de la Motte-Chalancon.

(non daté)[réf. nécessaire] : Pradelle.

## Histoire

### Du Moyen Âge à la Révolution
La seigneurie :
- Au point de vue féodal, Pradelle était une terre du fief des évêques de Die.
- Elle est premièrement possédée par les Artaud d'Aix.
- Milieu XVIe siècle : possession des Eurre de Brette.
- 1675 : passe (par mariage) aux Vesc, derniers seigneurs.

Avant 1790, Pradelles était une communauté de l'élection de Montélimar, de la subdélégation de Crest et du bailliage de Die, formant une paroisse du diocèse de Die, qui eut, jusqu'au XVIe siècle, Auribel pour chef-lieu, et dont l'église était sous le vocable de Saint-Pierre. La cure était de la collation de l'évêque diocésain et les dîmes appartenaient au curé du lieu.

#### Auribel
Dictionnaire topographique du département de la Drôme :
- 1178 : Auribel (cartulaire de Die, 5).
- 1214 : Auribellum (cartulaire de Die, 9).
- 1449 : mention de l'église de la paroisse : Capella de Auribello (pouillé hist.).
- 1509 : Castrum vetus Auribelli (archives de la Drôme, E 2525).
- 1509 : mention du mandement : Mandamentum Auribelli (archives de la Drôme, E 2525).
- 1576 : Oribel (archives de la Drôme, E 4105).
- 1891 : Auribel, ruine, commune de Pradelle.

La seigneurie : au point de vue féodal, le château et le mandement d'Auribel appartenaient aux évêques de Die, dont les droits furent confirmés en 1178 et 1244 par les empereurs germaniques.
Anciens village et château dont le mandement comprenait toute la commune actuelle de Pradelles, et formait deux paroisses du diocèse de Die : Auribel et Gleysolles. Celle d'Auribel, en particulier, avait son église sous le vocable
de Saint-Pierre et ses dîmes appartenaient au curé.

### De la Révolution à nos jours
En 1790, Pradelles forme, conjointement avec Brette, une municipalité du canton de Saint-Nazaire-le-Désert. La réorganisation de l'an en fait une commune distincte du canton de la Motte-Chalancon.

## Politique et administration

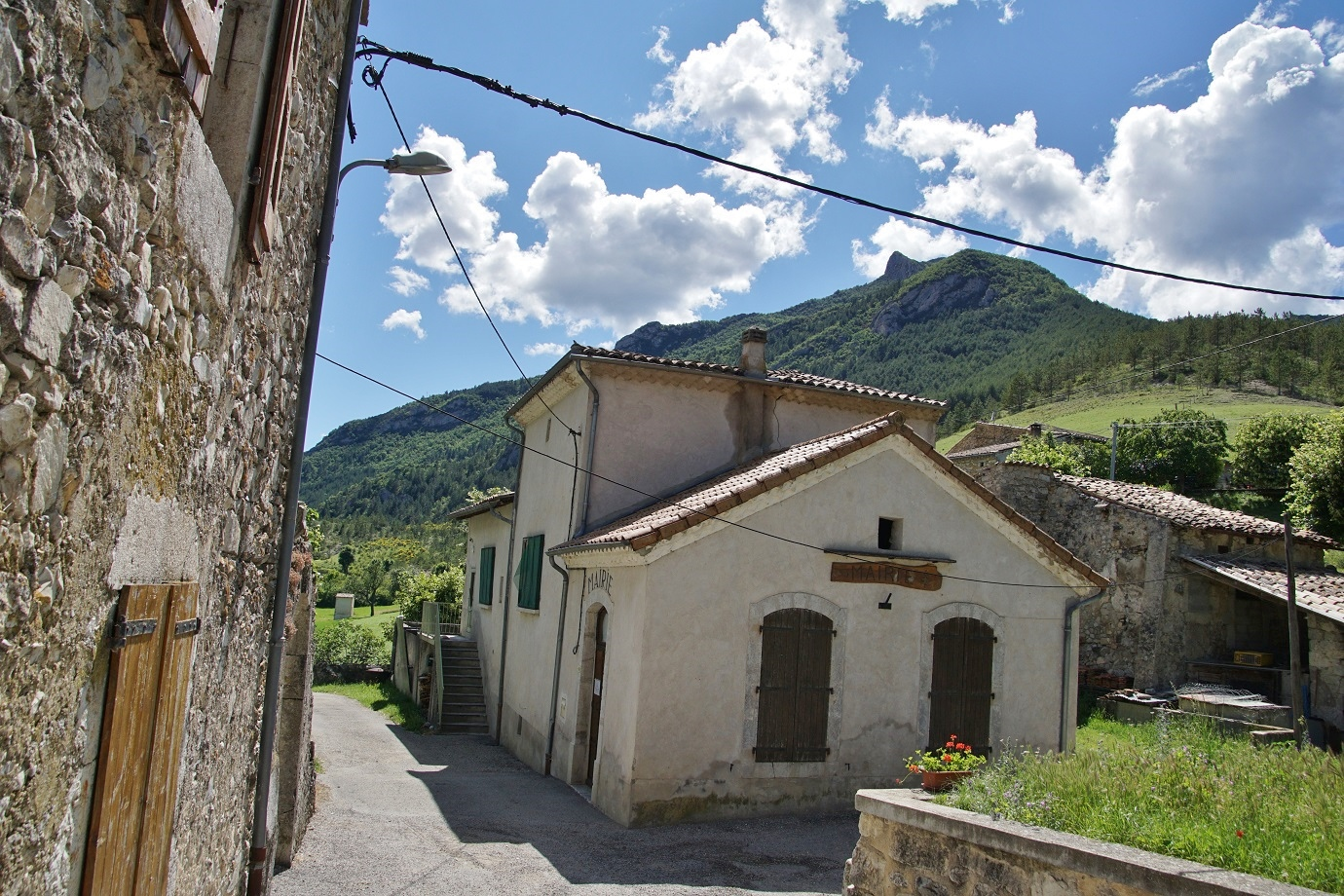
Mairie

### Liste des maires
| Période                                  | Période                       | Identité            | Étiquette | Qualité      |
| ---------------------------------------- | ----------------------------- | ------------------- | --------- | ------------ |
| Les données manquantes sont à compléter. |                               |                     |           |              |
| mars 2001                                | 2014                          | Jean-Claude Bonnard |           |              |
| 2014                                     | En cours (au 31 octobre 2014) | Gaëlle Vincent      | SE        | Agricultrice |

## Population et société

### Démographie
L'évolution du nombre d'habitants est connue à travers les recensements de la population effectués dans la commune depuis 1793. Pour les communes de moins de 10 000 habitants, une enquête de recensement portant sur toute la population est réalisée tous les cinq ans, les populations de référence des années intermédiaires étant quant à elles estimées par interpolation ou extrapolation. Pour la commune, le premier recensement exhaustif entrant dans le cadre du nouveau dispositif a été réalisé en 2006.

En 2022, la commune comptait 25 habitants, en évolution de +38,89 % par rapport à 2016 (Drôme : +2,64 %, France hors Mayotte : +2,11 %).
| 1793 | 1800 | 1806 | 1821 | 1831 | 1836 | 1841 | 1846 | 1851 |
| ---- | ---- | ---- | ---- | ---- | ---- | ---- | ---- | ---- |
| 230  | 237  | 238  | 182  | 219  | 225  | 202  | 204  | 191  |

| 1856 | 1861 | 1866 | 1872 | 1876 | 1881 | 1886 | 1891 | 1896 |
| ---- | ---- | ---- | ---- | ---- | ---- | ---- | ---- | ---- |
| 170  | 177  | 170  | 180  | 160  | 152  | 139  | 141  | 109  |

| 1901 | 1906 | 1911 | 1921 | 1926 | 1931 | 1936 | 1946 | 1954 |
| ---- | ---- | ---- | ---- | ---- | ---- | ---- | ---- | ---- |
| 112  | 108  | 107  | 104  | 104  | 98   | 84   | 58   | 54   |

| 1962 | 1968 | 1975 | 1982 | 1990 | 1999 | 2006 | 2011 | 2016 |
| ---- | ---- | ---- | ---- | ---- | ---- | ---- | ---- | ---- |
| 43   | 38   | 40   | 38   | 30   | 26   | 17   | 21   | 18   |

| 2021 | 2022 | - | - | - | - | - | - | - |
| ---- | ---- | - | - | - | - | - | - | - |
| 23   | 25   | - | - | - | - | - | - | - |

### Enseignement
La commune est rattachée à l'académie de Grenoble.

### Médias
Le territoire de la commune se situe dans l'aire de diffusion de plusieurs médias :
- Presse écrite
  - Le Crestois, hebdomadaire de la vallée de la Drôme.
  - Le Dauphiné libéré, quotidien régional qui consacre, chaque jour, y compris le dimanche, dans son édition de « Valence-Drôme » un ou plusieurs articles à l'actualité du canton et de la commune, ainsi que des informations sur les éventuelles manifestations locales, les travaux routiers, et autres événements divers à caractère local.
  - L'Agriculture Drômoise, journal d'informations agricoles et rurales, couvre l'ensemble du département de la Drôme.
  - Drôme Hebdo (ancien Peuple Libre), hebdomadaire chrétien d'informations.
- Presse audio-visuelle
  - Radio Saint Ferréol est une radio locale émise depuis Crest.
  - Ici Drôme Ardèche est une radio publique diffusée sur son territoire.

## Économie
En 1992 : lavande, ovins, caprins.
- Produits locaux : fromage Picodon[19].

## Culture locale et patrimoine

### Lieux et monuments

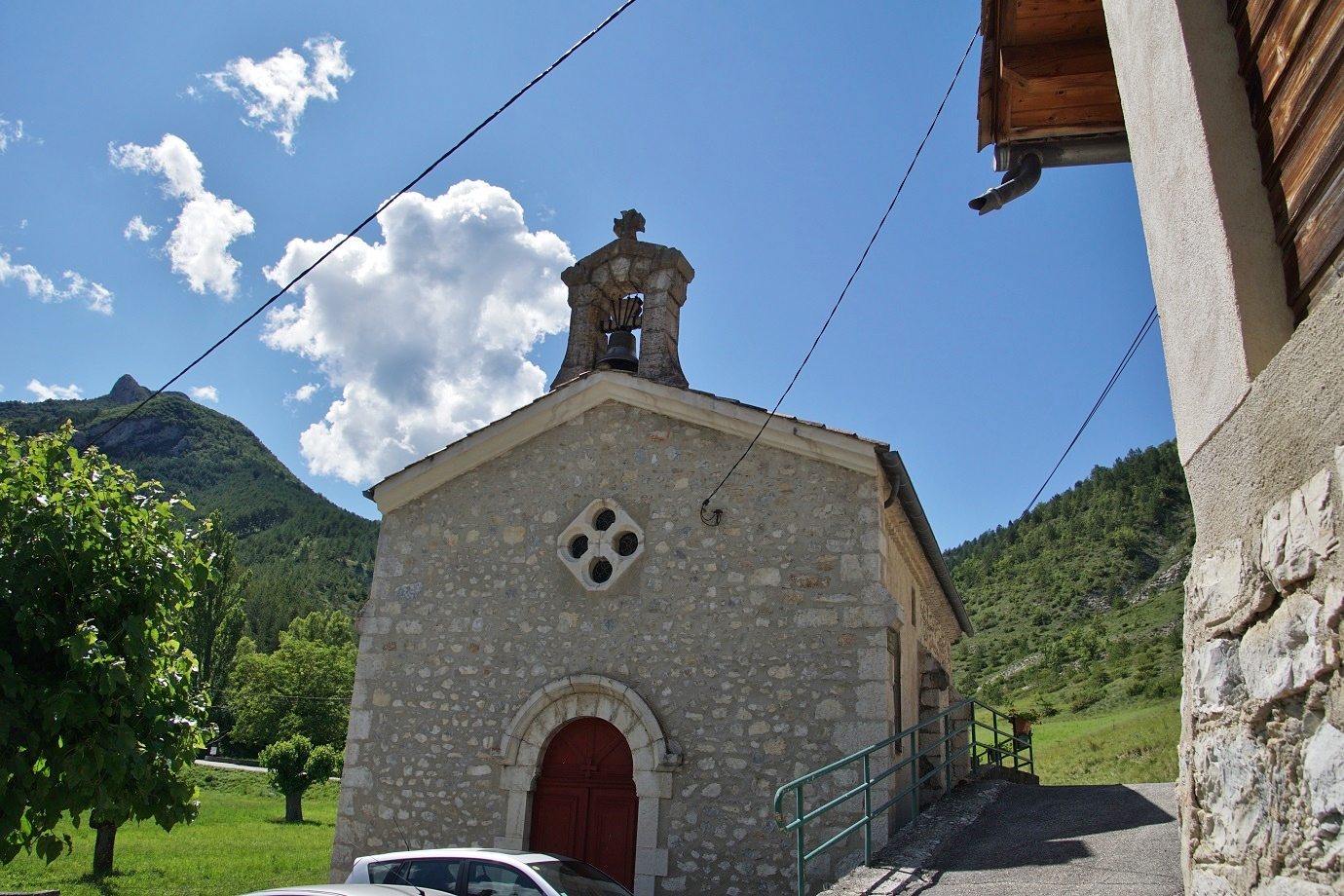
Église Saint-Pierre-ès-Liens

- Église Saint-Pierre-ès-Liens de Pradelle, ancienne : curieux clocher-peigne[19].
- Pigeonnier[19].

### Patrimoine naturel
- Réserve naturelle régionale de la grotte des Sadoux.
- Gorges de l'Escharis[19].

### Héraldique, logotype et devise
|  | Pradelle possède des armoiries dont l'origine et le blasonnement exact ne sont pas disponibles. |